# دينا المشهري
دينا سيف عبده سعيد المشهري باحثة ومخترعة يمنية

## المؤهلات العلمية
- زمالة الدكتوراة للبحوث الكيميائية 2017 ISOC
- ماجستر كيمياء نووية جامعة السلام University of Peace النمساء 2017 .
- بكالوريوس كيمياء العامة كلية العلوم التطبيقية جامعة تعز للعام 2010 – 2011 م.
- الثانوية العامة - قسم علمي - مدرسة 13 يونيوا جبزية حجرية «ريف تعز»

## الأختراعات
- ابتكار مستحضر التجميل من مواد طبيعية عشبية أولية في جامعة تعز 2011م.
- ابتكار مركبات كيميائية (مادة علاجية) لها دور هام في كسب الجسم مناعة وأيضا في تنشيط الخلايا البلعمية (الأكولة) وكذلك القيام بعمل تلك الخلايا إذا كانت نسبة تواجدها في الجسم ضئيل.
- ابتكار مركبات كيميائية لها دور هام في التخلص من الأورام الناتجة عن تكسر العظام، وتمزق حبال القدم[1]
- ابتكار مركبات كيميائية ذات فعالية في توازن نشاط خلايا الجسم «توازن نسبة الجلكوز في الدم» معامل الجزيرة 2015 .
- ابتكار فيتامين أ الخاص بتقرحات القرنية 2015 م.
- ابتكار مركب كيميائي يعمل على تنشيط خلايا النسيج الكبدي الخامل.

## الجوائز
1. جائزة UNDP للأمم المتحدة للشباب في أكتوبر 2013م [2]
2. جائزة الويبوا لحماية الملكية الفكرية العالمية 2014 م كأفضل مخترعة يمنية.
3. الجائزة الكبرى للإتحاد العالمي للمخترعين من دولة ألمانيا وذلك في المؤتمر العالمي للمخترعين الذي أقيم في كوريا الجنوبية في مايو 2014 م.
4. منحتها دولة كوريا الجنوبية ميداليتين ذهبية وأخرى فضية حيث منحت الأولى نظير اختراعاتها التي شاركت بها في المؤتمر كما منحت الميدالية الفضية في اختراعين الأول عبارة عن مواد تجميلية طبيعية 100% خالية من المواد الكيميائية السامة والثاني اختراع علاج لمرض السكر.[3]
5. الميدالية الذهبية لدولة كوريا 2015 م.
6. الدرع الخاص بدولة تايلند عن تحضير مركبات كيميائية - تربينات متعددة 2015 م.
7. درع التميز لجائزة مجلس الشبابا العربي لجامعة الدول العربية 2016 م.
8. الدرع الخاص بالحكومة اليمنية ممثلة بوزارة الخارجية 2016 م كأفضل مخترع يمني.
9. الدرع الخاص بوزارة الشباب والرياضة اليمنية 2016م.
10. الميدالية الذهبية لدولة البوسنا في الكيمياء الطبية (كيمياء الكبد) 2019 م.
11. الجائزة الخاصة بوفد اندنوسيا القادم لمعرض كوريا الدولي «كيمياء الكبد» 2019 م.
12. الميدالية الذهبية لمعرض كوريا الدولي للاختراعات الكيمياطبية 2019م.
13. الجائزة الخاصة بدولة البيروا «كيمياء الكبد»2019م.